# The Almighty
A The Almighty (A mindenható) egy skót hard-rock/heavy-metal zenekar volt. Jelenlegi tagok: Ricky Warwick, Stump Monroe és Pete Friesen. Volt tagok: Floyd London, Tantrum, Nick Parsons és Gav Gray. Ricky Warwick az MTV Headbangers Ball című műsorából már jól ismert Vanessa Warwick férje, valamint játszik más együttesekben is (Thin Lizzy stb.) Az Almighty 1988-ban alakult meg Glasgow-ban. Fennállásuk alatt 7 nagylemezt jelentettek meg. Többször feloszlottak az évek során, három korszakuk volt: először 1988-tól 1996-ig működtek, majd 2000-től 2001-ig, végül 2006-tól 2009-ig, akkor véglegesen feloszlottak.

## Diszkográfia/Stúdióalbumok
- Blood, Fire and Love (1989)
- Soul Destruction (1991)
- Powertrippin' (1993)
- Crank (1994)
- Just Add Life (1996)
- The Almighty (2000)
- Psycho-Narco (2001)